# Franc Hribernik
Franc Hribernik, slovenski zgodovinar, ravnatelj, pedagog in kronist, * 1887, Braslovče, † 21. april 1965, Mozirje.

## Življenje
Franc Hribernik je bil rojen leta 1887 v Braslovčah, mladostna leta je preživel v Žalcu, kjer je obiskoval in zaključil osnovno šolo, kasneje je pa končal nižjo gimnazijo v Celju. Po končani gimnaziji se je vključil v mariborsko učiteljišče, kjer je tudi zaključil svojo izobrazbo. Po končani višji šoli se je zaposlil najprej na Medvedjem selu, nato v Blagovni, v Teharjah, Dobrni in nato še v Celju. Ob koncu vojne in propadu Avstro-ogrske monarhije je sprva nekaj časa živel v Mozirju, leta 1920 pa je bil nastavljen na novoustanovljeno meščansko šolo v Šoštanj, ki jo je vodil vse do leta 1941. Nemške oblasti so mu odvzele licenco in prepovedale poučevati, zato se je znova preselil v Mozirje, kjer je ob koncu vojne v šolskem letu 1945/1946 prevzel vodenje novoustanovljene nižje gimnazije, nato se je pa upokojil.
1970 so ob peti obletnici njegove smrti in petdeseti obletnici ustanovitve meščanske šole njemu v čast pred osnovno šolo Karla Destovnika-Kajuha postavili doprsni kip, ki ga je ustvaril kipar Ciril Cesar.

## Delo
Hribernik je bil eden izmed glavnih organizatorjev srednjega šolstva v Šaleški dolini, med drugim je 1926 ravno njegova pobuda bila tista, ki je omogočila ustanovitev kmetijske nadaljevalne šole v Šoštanju. 
Z njegovo pedagoško dejavnostjo je močno povezano tudi njegovo publicistično pisanje: Tekom svojega življenja je spisal več didaktičnih člankov, ki jih je objavil pri raznih pedagoških revijah. Hribernik kot pedagog ni deloval kot zgodovinar v modernem pomenu besede in je zaradi tega največkrat označen kot amaterski zgodovinar. A njegov opus kaže, da je vsekakor imel znanje in zanesenost, ki sta za ta poklic prepotrebni prvini, to pa še dodatno potrjuje obsežen seznam uporabljene literature in virov kot tudi znaki uporabe znanstvenega aparata pri raziskovanju. Tako so njegova dela domoznanske, etnološke, zgodovinske in slovstveno-folklorne vsebine na veliko višji stopnji, kot pa dela podobnih amaterskih zgodovinarjev.
Hribernikov magnum opus je bila njegova predvidena trilogija zgodovine mesta Šoštanj. Prvi zvezek je izšel leta 1930 s podporo takratne mestne občine Šoštanj in nosi naslov Mesto Šoštanj: zgodovinski opis, drugi zvezek je pa zaradi nezanimanja mestne občine izšel dve leti kasneje in sicer v samozaložbi. Tretji zvezek je sprva ostal zaradi finančnih težav le v rokopisni obliki, kasneje pa ga je Hribernik razširil in si pa predstavljal kot samostojno delo za pomoč pri domoznanskem pouku, a za čas njegovega življenja je zadeva ostala v obliki manuskripta. Celoten tekst vseh treh knjig je bil izdan šele po avtorjevi smrti, leta 1998.